# Theodora Doukaina Vatatzaina
Theodora Doukaina Vatatzaina, född på 1240, död 1303, var en bysantinsk kejsarinna, gift 1253 med Mikael VIII Palaiologos.

## Biografi
Theodora var dotter till Ioannes Doukas Vatatzes och Eudokia Angelina och brorssondotter till Johannes III Doukas Vatatzes, kejsare av Nicaea. Hennes morfar Johannes Komenonos Angelos var möjligen släkt med den bysantinska kejsardynastin Angelos. Hennes fars farbror Johannes III var troligen son till Basileois Vatatzes och dennes fru, som var kusin till de bysantinska kejsarna Isaac II Angelos och Alexios III Angelos genom sin mor Theodora Komnene, som var dotter till kejsar Alexios I Komnenos. 
Theodora var föräldralös från cirka 1250 och blev fosterbarn till sin fars farbror kejsar Johannes III, som ska ha älskat henne som en dotter. År 1253 arrangerades hennes äktenskap med Mikael Palaiologos, som var barnbarnsbarn till kejsar Alexios III Angelos. 1254 dog Johannes III och efterträddes av sin son, Theodoras fars kusin Theodore II Laskaris. Hennes make blev en del av oppositionen mot Theodore och gick 1256 i exil till Iconium. Det är inte känt om Theodora följde honom dit. 
År 1258 återkallade Theodore Mikael strax innan Theodore själv avled. Theodore efterträddes av sin omyndige son Johannes IV Laskaris (1250-1305), och Mikael störtade snart förmyndarregeringen och utropade sig själv till förmyndarregent. I juli 1261 erövrades Konstantinopel från den latinske kejsaren, och då Mikael i september krönte sig till kejsare i Konstantinopel återupprättades kejsardömet Bysans. Theodora kröntes samtidigt till Augusta och deras son Andronikos till medkejsare. Johannes IV lämnades kvar i Nicaea, där han 25 december avsattes, bländades och sattes i kloster vid elva års ålder. Theodoras man hade en mätress, Diplovatatzina, som möjligen var hennes släkting.  
Hennes make övervägde skilsmässa av politiska skäl för att gifta sig med Anna av Hohenstaufen och därmed förhindra Västeuropa att stödja den latinska kejsaren. Theodora bad kyrkan om hjälp, och patriarken förklarade då för Mikael att han saknade grund för skilsmässa. Theodora beskrivs som av högbördig, trogen och lojal sin otrogne make, och värdig att dela hans tron.